# Diadema de María Luisa

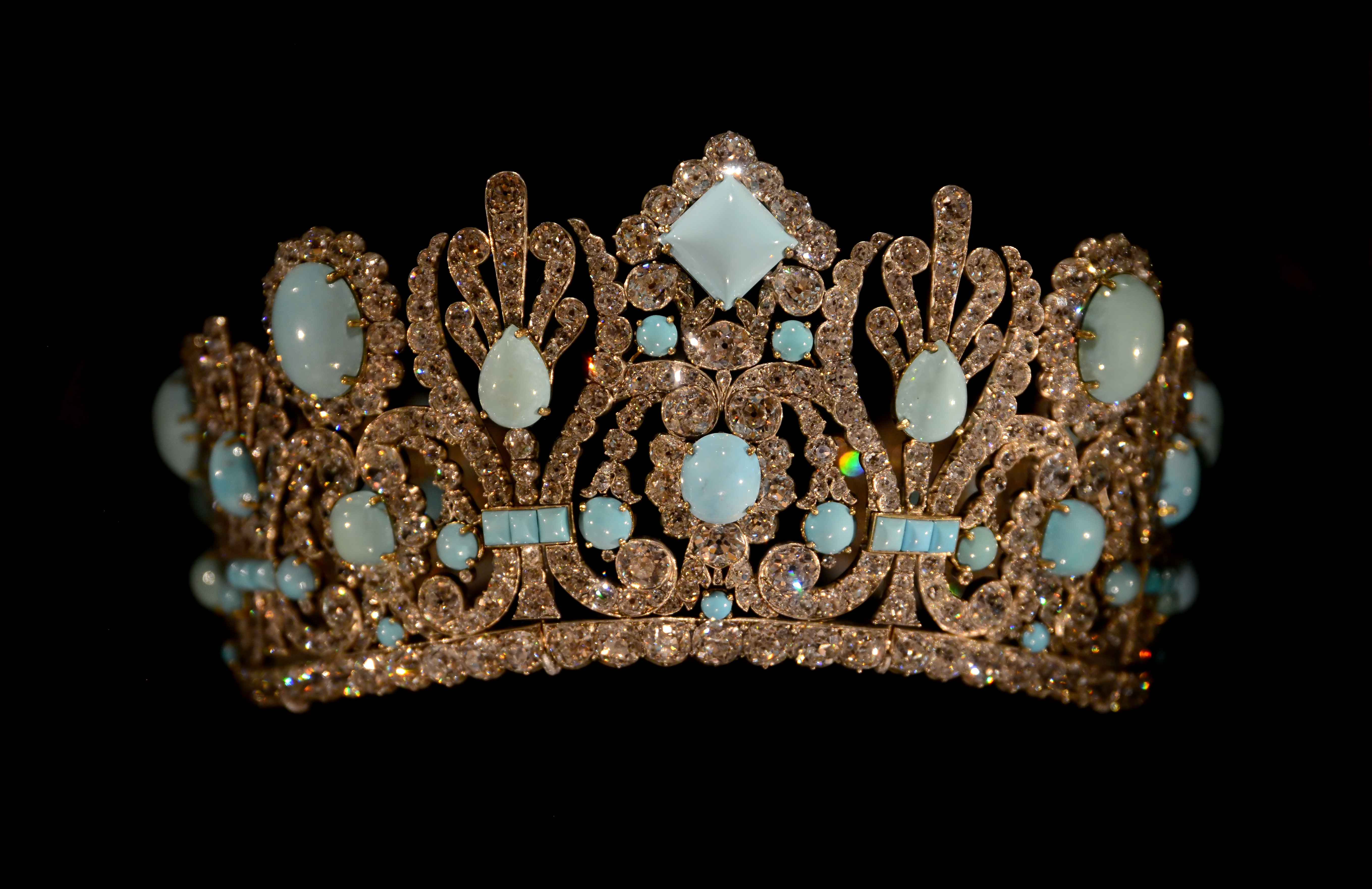
La diadema de María Luisa en exhibición en el Museo Nacional de Historia Natural en Washington D. C.

La Diadema de María Luisa es una pieza de joyería de diamantes y turquesas que se exhibe permanentemente en el Museo Nacional de Historia Natural en Washington D. C.. Lleva el nombre de María Luisa de Austria, la esposa del emperador de Francía Napoleón Bonaparte.

## Descripción
El diseño de la diadema es muy típico de las obras de Marie-Étienne Nitot de aquella época. La pieza, con forma de círculo cerrado, es simétrica de izquierda a derecha, más ancha en la parte delantera y se estrecha hacia la parte trasera. Nitot hizo un uso elaborado de adornos de estilo rollwerk, de medallones y de palmetas y otros motivos florales, realizados en plata y oro. En esto es similar a las diademas y tiaras que produjo para María Teresa de Francia y Augusta de Baviera. La pieza central en la parte delantera de la diadema era originalmente una única esmeralda grande de corte cuadrado, alineada con una de sus diagonales en la línea media, que pesaba 12 quilates (2,4 g). Una esmeralda más pequeña de talla ovalada se colocó directamente debajo de la piedra más grande y, a su vez, estaba enmarcada por cinco esmeraldas más pequeñas con talla de rosa. Alrededor de la pieza central hay una sola capa de diamantes blancos también con talla de rosa. Veinte esmeraldas grandes se colocaron en las decoraciones florales y de volutas simétricas, talladas con forma ovalada y briolette, y cincuenta y dos esmeraldas más pequeñas con talla de rosa y cuadradas, también enmarcadas por una mezcla de diamantes en talla de rosa y brilliante. La banda que forma la base de la diadema está decorada con una sola fila ininterrumpida de diamantes con talla de rosa.
En total, la diadema de María Luisa contenía setenta y nueve  esmeraldas colombianas "de la más alta calidad", procedentes de las minas de Muzo, junto con 1.002 diamantes de talla brillante y 264 diamantes de talla rosa de varios tamaños, con un peso total de más de 700 quilates (140 g). Las setenta y nueve esmeraldas fueron retiradas más tarde y reemplazadas por la misma cantidad de piedras de turquesa iraníes, talladas como cabujones en lugar de facetadas como las esmeraldas originales. Estas turquesas pesan un total de 540 quilates (108 g).

## Procedencia

### Marie Louise

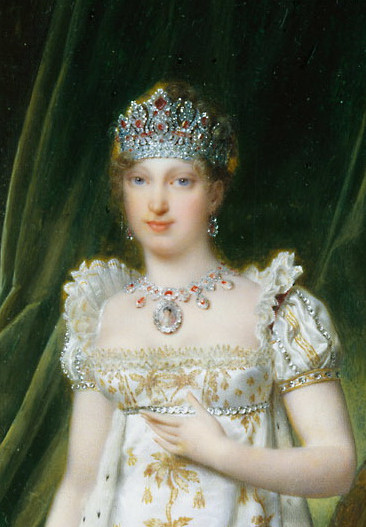
Detalle del retrato de la emperatriz María Luisa, realizado por Jean-Baptiste Isabey en 1810, con la diadema. Se desconoce por qué el artista decidió pintar la diadema con rubíes en lugar de con esmeraldas

La tradición dictaba que una novia real que llegaba a Francia no debía conservar nada de su tierra natal, especialmente su ropa. En consecuencia, cuando María Luisa de Austria llegó a Francia para casarse con el emperador Napoleón, fue despojada de su vestido, corsé, medias y camisola, dejándola completamente desnuda. Paulina Bonaparte, la hermana de Napoleón, hizo que la adolescente desnuda se bañara. Luego la vistieron nuevamente solo con la ropa y las joyas que le compró su nuevo esposo. Por lo tanto, sin joyas propias, María Luisa necesitaba un conjunto nuevo completo para ella. Entre estas joyas había un par de parures, una de diamantes y ópalos, otra de diamantes y esmeraldas. A este último conjunto pertenecía la diadema que más tarde se llamaría de María Luisa. Ambos aderezos fueron entregados a María Luisa para que los conservara como parte de su colección personal. Por ello, cuando abandonó París y se fue a Viena tras el exilio de Napoleón, se llevó consigo la diadema y las piezas de joyería asociadas, dejando las joyas de la corona en la capital austríaca.
La diadema fue diseñada por Marie-Étienne Nitot, el joyero oficial de la corte del emperador Napoleón, y producida por su empresa en París, la Casa Chaumet. Nitot había recibido anteriormente el encargo de crear otras piezas para el emperador, entre ellas la conocida como tiara papal de Napoleón, su corona de coronación, su espada ceremonial y las joyas nupciales de su primera esposa, la emperatriz Josefina. En este caso, la diadema encargada iba a ser la pieza central de una parure para la segunda esposa de Napoleón, María Luisa de Austria. El conjunto también incluía pendientes a juego, un collar, una tiara con peine y una hebilla de cinturón, todos diseñados en plata y oro, decorados con esmeraldas y diamantes, y utilizando los mismos adornos estilísticos. María Luisa lució el conjunto en varias actos oficiales.
Existe cierto desacuerdo sobre la fecha exacta en la que se le entregó la diadema a la esposa de Napoleón. Los joyeros Van Cleef & Arpels, que compraron la diadema a mediados del siglo XX, informaron a la revista Life que Napoleón le había regalado el aderezo de diamantes y esmeraldas para celebrar el nacimiento de su hijo, Napoléon François Joseph Charles Bonaparte, en 1811. Tanto el Instituto Smithsoniano como el Museo del Louvre, que más tarde poseyeron piezas del aderezo, afirmaron que el regalo se entregó el día de la boda imperial en 1810. De uso mixto como prueba circunstancial de esta última teoría, Jean-Baptiste Isabey pintó en 1810 un retrato de Marie Louise con una diadema de este diseño (véase a la derecha). Sin embargo, es posible que el pintor no hubiera realizado el retrato del natural, ya que la pintura muestra la diadema formada por rubíes en lugar de esmeraldas.

### Familia Habsburgo
Tras la muerte de María Luisa en 1847, sus joyas se dividieron entre sus parientes de la Casa de Habsburgo, ya que su hijo había fallecido antes que ella. Existe cierto desacuerdo sobre el camino exacto que siguieron la diadema y su ajuar en el árbol genealógico:
- El Instituto Smithsoniano sigue la herencia del ajuar de diamantes y esmeraldas a través de la tía de María Luisa, Isabel de Saboya-Carignano. Isabel murió tan solo nueve años después, en 1856, y le pasó las joyas a su hijo, Leopoldo Luis de Austria. Leopoldo a su vez no tuvo hijos propios, por lo que, tras su muerte en 1897, la diadema pasó a su primo, Carlos Alberto de Austria.[4]
- El Museo del Louvre afirma que el ajuar pasó a Leopoldo II de Toscana, quien lo legó a sus descendientes hasta que finalmente llegó a Karl Albrecht.[5]

La razón de la procedencia poco clara entre María Luisa y Albrecht radica en la pérdida de los papeles y la documentación de la familia cuando Albrecht y su familia huyeron de Polonia después de haber sido recluidos en un campo de internamiento por el ejército alemán durante la Segunda Guerra Mundial. Después de su muerte en Estocolmo en 1951, la viuda de Albrecht (Alicia de Habsburgo) y su hijo (el archiduque Karl Stefan de Austria) comenzaron el proceso de venta de las joyas de la familia, incluida la diadema, a varios joyeros. Sin embargo, como la documentación de las joyas se perdió durante la huida desde Polonia, encontrar compradores resultó difícil.

### Después de los Habsburgo
Finalmente, la firma de joyería Van Cleef & Arpels, con sede en Nueva York, compró la diadema de María Luisa y su hebilla de cinturón a juego a la familia en 1953, aceptando la declaración jurada firmada tanto por Alicia como por Karl Stefan, que atestigua la larga historia de las joyas dentro de la familia y la procedencia original reclamada. Las piezas restantes del conjunto fueron vendidas más tarde por separado por la familia en ventas privadas. Van Cleef & Arpels exhibió tanto la diadema como la hebilla de cinturón en el escaparate de su tienda de Nueva York. En algún momento posterior, la firma las retiró de la exposición para quitarles las esmeraldas y volver a colocarlas en piezas individuales de joyería. La más grande de las esmeraldas se dividió en seis piezas: dos juegos de pendientes, una pulsera, un anillo, un broche y un collar. Estas piezas se dispusieron con monturas de platino y diamantes de talla brillante más modernos, y estaban valorados como conjunto en alrededor de un millón de dólares. Las esmeraldas más pequeñas de la diadema se montaron una a una en piezas individuales y se vendieron a varios precios, algunos tan bajos como 300 dólares, publicitadas como "esmeraldas de la histórica Tiara de Napoleón". Después del artículo/anuncio de las esmeraldas en la revista Life en enero de 1955, el secretario de Van Cleef & Arpels, Fred Vermont, le dijo a United Press: "En 24 horas, se nos agotaron las esmeraldas. Y todavía estamos inundados de pedidos... cartas y telegramas de todo el país".
Uno de estos broches, engastado con nueve de las esmeraldas de la diadema, ha sido subastado en Christie's varias veces desde su compra original; se vendió por 178.500 dólares en 1999, y nuevamente por 450.000 dólares en 2014.
A medida que se vendía cada esmeralda, Van Cleef & Arpels la reemplazaba en la diadema original por turquesas procedente de Irán (entonces Persia). Jeffrey Edward Post, Curador de la Colección Nacional de Gemas y Minerales de EE. UU., especula que se eligió la turquesa porque era relativamente barata y fácil de moldear para que coincidiera con los engastes originales, mientras que el Louvre afirma que se hizo por pedido de Marjorie Merriweather Post. Fue con estas nuevas piedras con las que la diadema se expuso en el Museo del Louvre en 1962, junto con el collar, los pendientes y la tiara-peineta de la colección original, como parte de la exposición 'Dix Siecles de Joaillerie Francaise', que celebraba la joyería francesa del milenio pasado. El Louvre compró el collar y los pendientes a sus propietarios en 2004 por 3,7 millones de euros, el precio más alto pagado jamás por un museo por piezas de joyería individuales. Siguen en exposición en la Galería de Apolo del museo parisino.
La diadema de María Luisa fue devuelta a Van Cleef & Arpels después de la exposición de 1962. Se la prestaron a Marjorie Merriweather Post para que la usara en una recaudación de fondos para un baile para la Cruz Roja en Palm Beach (Florida) en 1967, donde recibió una gran cantidad de elogios. Cuando la firma escribió más tarde a Post en 1971 ofreciéndole la oportunidad de comprar la diadema a través de una venta privada antes de comenzar a buscar clientes, donó los fondos solicitados al Instituto Smithsoniano para permitirles comprarla al precio indicado.
El Instituto Smithsoniano ha tenido la diadema en exhibición en el Museo Nacional de Historia Natural desde entonces, en el Salón Janet Hooker de Gemas y Geología. Fue retirada temporalmente de su exhibición compartida junto con el collar de diamantes de Napoleón durante varios meses en la década de 1990 mientras la diadema era transferida a un joyero experto para su restauración. Durante esa restauración, el marco antiguo fue desmontado, limpiado y vuelto a montar, con las partes dañadas de las soldaduras limpiadas. Después de facilitar la compra, Post preguntó sobre la posibilidad de reemplazar las turquesas por esmeraldas una vez más, ya fuesen artificial o, si era posible recuperarlas de sus nuevos dueños, las piedras preciosas originales. Sin embargo, la fragilidad de la diadema impidió cualquier reemplazo posterior.